# Peter Zanter
Peter Zanter (* 11. November 1965) ist ein ehemaliger deutscher Fußballspieler.

## Laufbahn
Von 1985 bis 1988 spielte Peter Zanter für Bayer 04 Leverkusen in der Fußball-Bundesliga. Am 17. August 1985 debütierte er bei dem 2:0-Sieg gegen den 1. FC Saarbrücken in der Bundesliga. Für Leverkusen kam er in 40 Spielen zum Einsatz. 1988 wechselte er zu Hannover 96. Für die Roten spielte Zanter am 20. August 1988 erstmals in der Bundesliga. In der Saison 1988/89 kam er für Hannover auf 21 Spiele. Bereits nach einem Jahr wechselte er nach dem Abstieg von „96“ zum VfL Bochum, für den er noch 29 Spiele bestritt. In der Fußball-Bundesliga brachte es Zanter, der als Abwehrspieler eingesetzt wurde, insgesamt auf 90 Bundesligaspiele ohne Torerfolg. Aufgrund einer Achillessehnenoperation musste er 1992 seine Bundesligakarriere beenden. Danach spielte er bis 1994 noch in der Oberliga für den SV Straelen und den Hasper SV, bis er aus gesundheitlichen Gründen das Fußballspielen aufgab.
In seiner Karriere stand der Verteidiger in sechs Spielen des DFB-Pokal auf dem Platz, dazu gesellen sich acht Einsätze im Europapokal. 1987 nahm Zanter mit der Bundeswehr-Nationalmannschaft an der Militär-Weltmeisterschaft in Italien teil und belegte den zweiten Rang.
Später arbeitete Zanter als Co-Trainer bei dem KFC Uerdingen, bei Fortuna Köln, bei Eintracht Braunschweig, mit der er unter Peter Vollmann in die 2. Fußball-Bundesliga aufstieg, sowie für Preußen Münster und Holstein Kiel. 2012 ist Zanter als Scout für eine Spielerberaterfirma tätig.